# Berveni, Satu Mare
Berveni este satul de reședință al comunei cu același nume din județul Satu Mare, Transilvania, România.